# Сентервілл (Джорджія)
Сентервілл (англ. Centerville) — місто (англ. city) в США, в окрузі Х'юстон штату Джорджія. Населення — 8228 осіб (2020).

## Географія
Сентервілл розташований за координатами 32°37′59″ пн. ш. 83°41′8″ зх. д. / 32.63306° пн. ш. 83.68556° зх. д. (32.632978, -83.685643).  За даними Бюро перепису населення США в 2010 році місто мало площу 10,27 км², з яких 10,21 км² — суходіл та 0,06 км² — водойми.

## Демографія
Згідно з переписом 2010 року, у місті мешкало 7148 осіб у 2895 домогосподарствах у складі 2011 родини. Густота населення становила 696 осіб/км².  Було 3135 помешкань (305/км²).
Расовий склад населення:
| - 70,8 % — білих - 19,9 % — чорних або афроамериканців - 4,1 % — азіатів - 0,5 % — корінних американців - 1,9 % — осіб інших рас |

До двох чи більше рас належало 2,7 %. Частка іспаномовних становила 5,9 % від усіх жителів.
За віковим діапазоном населення розподілялося таким чином: 23,9 % — особи молодші 18 років, 63,1 % — особи у віці 18—64 років, 13,0 % — особи у віці 65 років та старші. Медіана віку мешканця становила 37,0 року. На 100 осіб жіночої статі у місті припадало 94,9 чоловіків;  на 100 жінок у віці від 18 років та старших — 91,6 чоловіків також старших 18 років.
Середній дохід на одне домашнє господарство  становив 68 312 долари США (медіана — 54 943), а середній дохід на одну сім'ю — 75 022 долари (медіана — 64 338). Медіана доходів становила 42 472 долари для чоловіків та 40 833 долари для жінок. За межею бідності перебувало 12,8 % осіб, у тому числі 18,9 % дітей у віці до 18 років та 10,5 % осіб у віці 65 років та старших.
Цивільне працевлаштоване населення становило 3455 осіб. Основні галузі зайнятості: освіта, охорона здоров'я та соціальна допомога — 19,9 %, публічна адміністрація — 18,7 %, виробництво — 15,1 %.